# حفل توزيع جوائز الأوسكار الثاني والثلاثون
حفل توزيع جوائز الأوسكار الثاني والثلاثون (بالإنجليزية: 32nd Academy Awards)‏ هو حدث نظمته أكاديمية فنون وعلوم الصور المتحركة لتكريم أفضل الأفلام لسنة 1959. أقيم الحفل بتاريخ 4 أبريل، 1960 في مسرح آر. كي. كو. بانتجس، هوليوود، كاليفورنيا. قامت شبكة هيئة الإذاعة الوطنية ببثّ الحفل، وقدّمه بوب هوب. في هذه الدورة، فاز فيلم بن هور بجائزة أفضل فيلم، وحاز الممثّل شارلتون هيستون على جائزة أفضل ممثّل، ونالت الممثلة سيمون سيغنورت جائزة أفضل ممثّلةٍ، وكانت جائزة الأوسكار لأفضل مخرج من نصيب المخرج ويليام وايلر.
أكثر الأفلام ترشيحاً للحصول على جوائز كان فيلم بن هور حيث تلقّى 12 ترشيحاً، وكان كذلك أكثرها فوزاً حيث فاز بـ 11 جائزةً.

## الجوائز
- جائزة أفضل فيلم:

بن هور
- جائزة أفضل مخرج:

ويليام وايلر
- جائزة أفضل ممثّل:

شارلتون هيستون
- جائزة أفضل ممثّلة:

سيمون سيغنورت
- جائزة أفضل ممثّل مساعد:

هيو غريفيث
- جائزة أفضل ممثّلة مساعدة:

شيلي وينترز
- جائزة أفضل سيناريو مقتبس:

غرفة بالأعلى
- جائزة أفضل موسيقى تصويريّة:

بورجي وبيس وبن هور
- جائزة أفضل تأثيرات بصريّة:

بن هور
- جائزة أفضل خلط أصوات:

بن هور - مترو غولدوين ماير

## وصلات خارجية
- حفل توزيع جوائز الأوسكار الثاني والثلاثون على موقع IMDb (الإنجليزية)
- حفل توزيع جوائز الأوسكار الثاني والثلاثون على موقع ميوزك برينز (الإنجليزية)
- الموقع الرسمي لجوائز الأكاديمية.
- الموقع الرسمي لأكاديمية فنون وعلوم الصور المتحركة.
- قناة جوائز الأوسكار على موقع يوتيوب (تُديره أكاديمية فنون وعلوم الصور المتحركة).
- مقتطفات فيديو من أكاديمية فنون وعلوم الصور المتحركة.